# Dan Young
Dan Young (29. dubna 1938 Fort Defiance, Arizona – 30. listopadu 2014) byl americký fotograf působící v Norsku.

## Životopis
Young vyrůstal v Arizoně a Novém Mexiku. Během čtyř let služby v americkém námořnictvu byl studentem na Art Center School v Los Angeles.
Poprvé přišel do Norska v roce 1962. Ještě v témže roce spolu s fotografy Arildem Kristem a Robertem Robinsonem založil fotografickou agenturu Manité, která fungovala až do roku 1967. Po krátkém pobytu v Londýně ve stejném roce, se vrátil do Osla a založil reklamní studio. Chvíli pracoval v oblasti módní a reklamní fotografie, a v roce 1970 se začal věnovat dokumentárnímu filmu.
V roce 1972 se přestěhoval do Arizony, o čtyři roky později do Kalifornie. Kde mimo jiné natočil dokumentární filmy o zneužívání dětí v Americe.
Young se vrátil do Osla v roce 1978. V letech 1980–2000 pracoval jako fotograf pro více než 40 norských filmů. Měl výstavy v několika muzeích v Oslu, a jeho fotografie koupily muzea ve Skandinávii a ve Spojených státech. Young byl spojován s obrazovou agenturou Samfoto.
Zemřel 30. listopadu 2014, bylo mu 76 let.

## Výstavy
- 2004 Passing Time, Time Past, Stenersenmuseet, Oslo.
- 2004 – 2005 Nordic Triangle, Odense, Dánsko.
- 2005 Walking in Color, Tromsø Kunstforening.
- 2010 Kafe Celsius, Oslo.
- 2010 Bærum Kulturhus.